# Вертумн
Вертумн или Вортумн – в Древен Рим е бог на всички промени (на годишните времена, течението на реките, хорските настроения, зреенето на плодовете). Съпруг на Помона.
Според Ливий бил сабински бог, а според други – етруско божество (Волтумна) на град Волсиний, главния бог на Етруския съюз.